# Kalk-Ballje
Kalk-Ballje, Kalk-Balje, auch als Oldenburger Kalk-Tonne bezeichnet, war ein Volumenmaß für Kalk im Herzogtum Oldenburg. 
- 1 Kalk-Ballje = 56 Kannen = 3 ½ Oldenburger Scheffel

Im Amt Varel hielt die Kalk-Tonne nur drei Scheffel.